# سونيك لابيرينث
سونيك لابيرينث (بالإنجليزية: Sonic Labyrinth)‏، هي لعبة فيديو يابانية، من تطوير ميناتو جيكين، ومن نشر شركة سيغا، حيث تعمل اللعبة على منصة غيم غير الحصرية، وتم إعادة الإصدار على منصة نينتندو 3دي أس.

## روابط خارجية
- سونيك لابيرينث على موقع IMDb (الإنجليزية)